# Polypodium vulgare
El polipodio común (Polypodium vulgare) es una especie de helechos de la familia Polypodiaceae. 

## Descripción

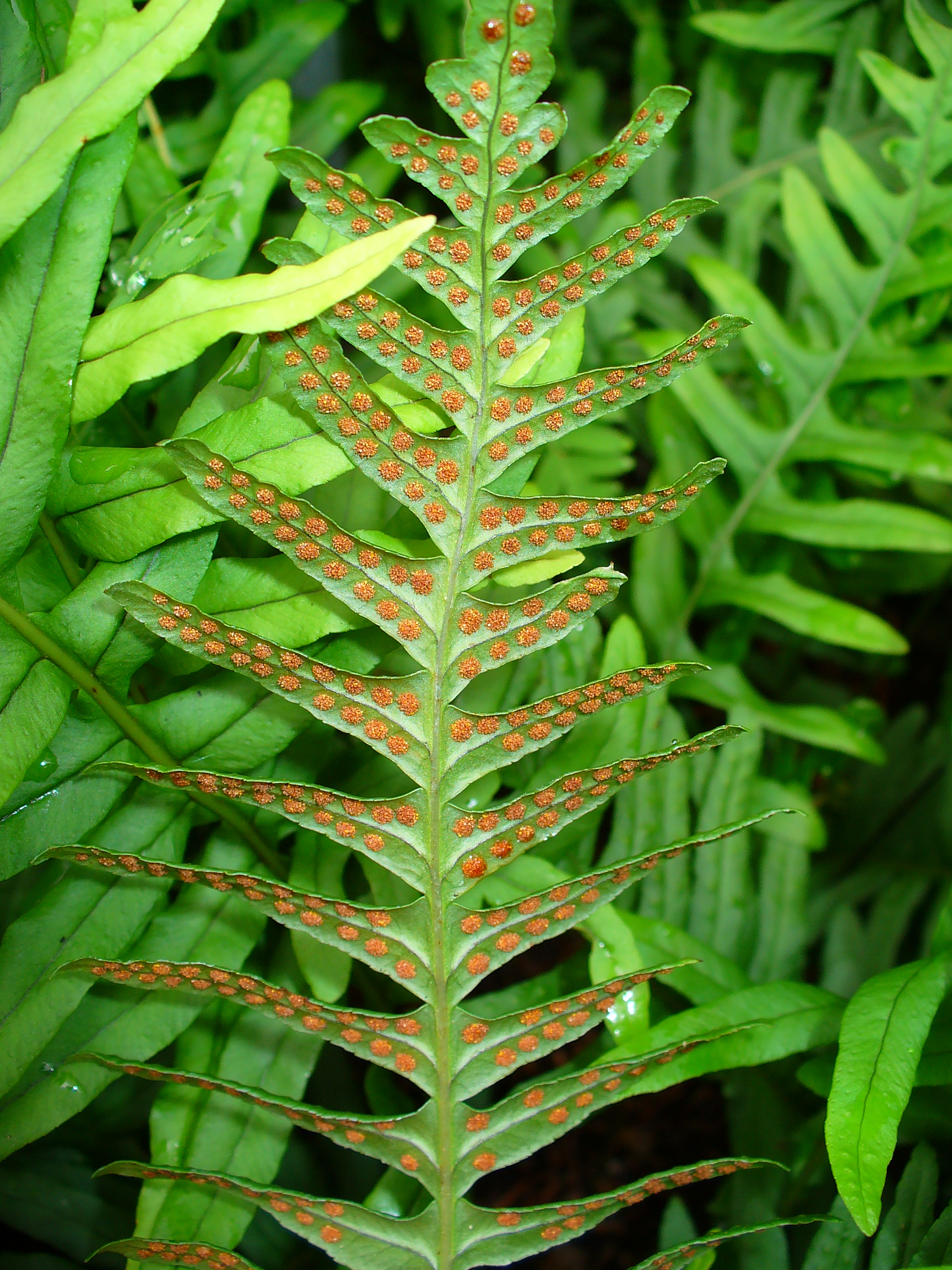
Soros

Esta especie  tiene un rizoma rastrero bastante grueso que se extiende sobre las rocas y los troncos de los árboles además de crecer en el suelo. Las frondes, perennes y de unos 30 cm de largo, nacen en pecíolos sarmentosos de similar longitud. Las pinnas (folíolos) son a veces dentadas y pueden volverse crestadas. Soros (grupos de esporangios), redondeados, a veces con pelos glandulares, dispuestos en dos filas a los lados del nervio central de cada segmento foliar, de color anaranjado que después acaba en pardo. Madura en el verano.

## Hábitat
Zonas rocosas y sombrías, bosques, muros, prefiriendo los sitios ricos en materia orgánica y ácidos.

## Distribución
Esta especie es de amplia distribución en América del Norte, Europa, África y Asia.

## Taxonomía
Polypodium vulgare fue descrita por Carlos Linneo y publicado en Species Plantarum 2: 1085. 1753.
Sinonimia
- Polypodium cambricum L.[2]

## Nombre común
- Castellano: filipodio, helecho, helecho común, helecho dulce, perlepollo, polipodio, polipodio común, polypodio, puli-puli, pulipuli, regaliz de bosque, xarranguilla.[3]

## Uso popular
Tradicionalmente, el polipodio se ha empleado en bronquitis, asma y problemas de hígado y estreñimiento. Actualmente existen mejores opciones aún dentro de la fitoterapia para todos  estos problemas.[cita requerida]